# Karlos von Buxhoeveden

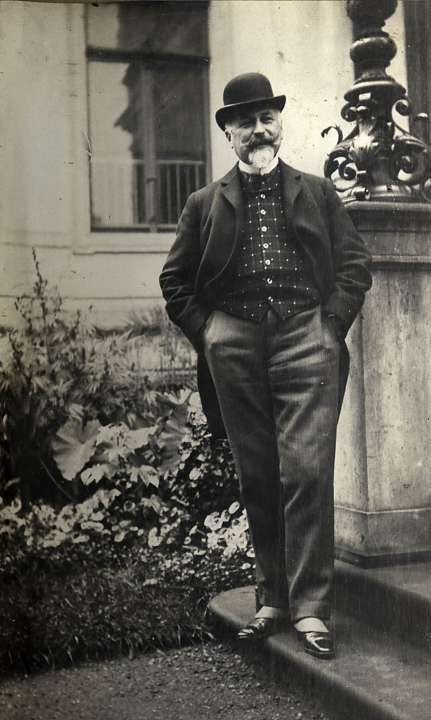
Karlos Matthias Ludwig von Buxhoeveden

Karlos Matthias Ludwig Konstantin Otto Baron von Buxhoeveden (russisch: Карлос Матиас Людвиг Константин фон Буксгевден, Rufname: Karlos, * 14. März 1856 in Dorpat; † 4. August 1935 in Brüssel), Herr auf Magnusdahl (Insel Moon) war ein deutsch-baltischer Freiherr und öselscher  Abgeordneter. Er war Hofstallmeister am Zarenhof und stand als Diplomat im kaiserlich-russischen Dienst.

## Leben

### Herkunft und Familie
Er stammte aus dem deutsch-baltischen Adelsgeschlecht von Buxhoeveden (Haus Magnusdahl). Sein Vater war der russische Kapitänleutnant und Landespolitiker Karl Matthias Oskar von Buxhoeveden (1822–1884), seine Mutter Sophie Juliane, geborene von Tiesenhausen. 
Karlos von Buxhoeveden heiratete 1881 Ludmilla Ossokin (1858–1917), Tochter des Wirklichen Staatsrats und Kreisadelsmarschalls Peter Ossokin. Aus der Ehe gingen die Tochter Sophie Karlowna von Buxhoeveden (1883–1956), Hofdame der Zarin Alexandra Fjodorowna, und der Sohn Peter von Buxhoeveden (1886–1909), hervor. 

### Werdegang
Seine Schulzeit verbrachte Karlos von Buxhoeveden in Riga und Sankt Petersburg. Danach begann er 1874 sein Studium der Rechtswissenschaft an der Kaiserlichen Universität Dorpat. Von 1874 bis 1878 studierte er in Sankt Petersburg, als Candidatus der Rechtswissenschaft. Hier wurde er Beamter in der Kanzlei des I. Departements des  Senat s. Ab 1882 war er in der Personalabteilung und ab 1891 in der Personal- und Wirtschaftsabteilung des Departements des Ministeriums für auswärtige Angelegenheiten tätig. In diesem Departement  war er zunächst von 1892 bis 1897 als Vizedirektor eingesetzt und danach bis 1910 Direktor. Gleichzeitig war er Hofstallmeister bei der Gräfin Alexandra Josifonowna, diese Stellung übernahm er 1902 beim russischen Kaiser. 1910 wurde er als Gesandter  im Rang eines Wirklichen Staatsrates nach Kopenhagen geschickt, nach dem Ende des Ersten Weltkriegs lebte er im dänischen Exil in Kopenhagen. Für seine Verdienste wurde er mit dem Alexander-Newski-Orden ausgezeichnet. Zu seinen Besitzungen gehörten mehrere Gutshöfe in Estland, die er aber vererbte oder verkaufte. Von Kopenhagen ging er nach Brüssel, hier verbrachte er seinen Lebensabend und verstarb 1935 im 79sten Lebensjahr.